# Andrei Kolkoutine
Andrei Kolkoutine (em russo: Андрей Колкутин, Smoliàninovo, Krai do Litoral, 1957), é um pintor russo.
Parte da sua obra encontra-se nas coleções da Galeria Tretyakov (Moscovo), no Museu de Arte (Tula) e nas Kastrupgårdsamlingen (Copenhaga).

## Literatura
- Andrej Kolkoutine: Pictures from the Russian Province (kartiny russkoj provincii Kolkutin, Andrej), Ganymed Publishers, 1997.
- Bjørnager, Kjeld: Andrei Kolkoutine: Signs and deeds from the Russian Province. Ganymed Publishers, 2006.
- Damgaard, Allan: Russisk maler sammenlignes med Chagall. In: Dagbladet Holstebro-Struer 1. Sektion (20. September 2006), p. 4.
- Eveleigh, Romilly: Postmodern Icon, 01.04.2005.
- Galerie Moderne: Kolkoutine, Silkeborg, 2001.
- Knippel, Lars Ole: Russisk indtog i hovedlandet. Em: Jyllandsposten (30.11.2006), S. 23.
- Seleznjova, Jekaterina: Andrei Kolkoutine, Galerie Moderne, Silkeborg, 2007.
- Six Peintres Sovietiques d'aujourd'hui: Andrei Kolkoutine, Dmitri Krymov, Leonide Tichkov, Grigori Berstein, Lev Tabenkine. [Exposition, 8. mars-7 avril 1990], Fondation Mona Bismarck, 1990